# Otomeria
Otomeria es un género con 21 especies de plantas con flores del orden de las Gentianales de la familia de las Rubiaceae. Es originaria de África tropical.

## Taxonomía
El género fue descrito por Benth. in William Jackson Hooker y publicado en Niger. Fl. 405. 1849.

## Especies seleccionadas
- Otomeria angolensis
- Otomeria batesir
- Otomeria blommaertii
- Otomeria calycina
- Otomeria cameronica
- Otomeria dilatata
- Otomeria elatior